# Els turons ardents
Els turons ardents (títol original: The Burning Hills) és un western estatunidenc en Cinemascope de 1956 dirigit per Stuart Heisler i protagonitzat per Tab Hunter i Natalie Wood, basat en una novel·la de 1956 de Louis L'Amour. Està doblat al català.

## Argument
Quan el germà de Trace Jordan és assassinat i diversos dels seus cavalls robats, aquest veu per les pistes que hi ha tres homes implicats. Un home porta esperons mexicans, un camina coixejant i un altre fuma cheroots. En arribar a la ciutat d'Esperanza, Trace veu l'oficina del xèrif destruïda i que l'única llei a la ciutat és Joe Sutton. També descobreix que els cavalls robats han estat remarcats amb la marca Sutton, i els seus genets, que coincideixen amb la descripció de les seves pistes, treballen per en Sutton.

## Repartiment
- Tab Hunter com Trace Jordan
- Natalie Wood com Maria-Christina Colton
- Skip Homeier com Jack Sutton
- Eduard Franz com Jacob Lantz
- Earl Holliman com Mort Bayliss
- Claude Akins com Ben Hindeman
- Ray Teal com Joe Sutton
- Frank Puglia com Tio Perico
- Hal Baylor com Braun
- Tyler MacDuff com Wes Parker
- Rayford Barnes com Veach

## Producció
Louis L'Amour va dir que va escriure la novel·la per a Gary Cooper i Katy Jurado. Jurado va intentar comprar els drets de la pel·lícula de la novel·la.
El relat de L'Amour "The Gift of Cochise" s'havia filmat amb èxit amb John Wayne el 1953 com a Hondo i hi havia interès per The Burning Hills . Warner Bros va comprar els drets de pantalla el maig de 1955 i els va cedir a Richard Whorf perquè els produís. Irving Wallace va escriure el guió i John Wayne va ser anunciat com a possible estrella. El desembre de 1955, Tab Hunter va ser assignat al capdavant.
El llibre va acabar venent més d'un milió de còpies.
El rodatge va començar el febrer de 1956.

## Recepció
Variety va dir: "Tenint en compte el filó juvenil, la combinació de Tab Hunter i Natalie Wood a "Els turons ardents" podria resultar rendible. Formen un equip, d'estrelles una mica més joves del que s'acostuma a trobar a les sagues d'artemisa i fan un bon treball a la feina a l'aire lliure. L'accent en la joventut en una trama de western té almenys el seu valor de novetat i els fans adolescents els hauria d'agradar veure els seus favorits en aquest drama de la praderia".